# Sagrario Ruiz Elizalde
Sagrario Ruiz Elizalde (Pamplona, 1946 -  ibidem, 25 de diciembre de 2019) fue una profesora de Lengua y Literatura de educación secundaria referente por sus conocimientos en coeducación y uso no sexista del lenguaje.   

## Biografía
Profesora de Secundaria de Lengua y Literatura en varios Institutos navarros, desde el año 2000 al 2006 fue profesora de docentes de lengua española en Brasil, hasta un año antes de jubilarse, en el 2007. Estaba afiliada al sindicato de enseñanza Steilas, donde participó de forma muy activa.
Fue miembro de Liga Komunista Iraultzailea (LKI) y en las primeras elecciones de 1979 fue concejante de Barañáin y concejal del Consistorio de la Cendea en la primera legislatura democrática, por la candidatura unitaria Cendea Unida.
Fue una de las pioneras navarras del uso no sexista e inclusivo del lenguaje y de la coeducación. Fue fundadora de Emakume Internazionalistak y durante muchos años presidenta de Zabaldi-Elkartasunaren etxea, txoko de encuentro, lucha y organización.
Acuñó el término ancianizadas en las V Jornadas Feministas de Euskal Herria, realizadas el 1-3 de noviembre de 2019.
Redactora de la revista ‘Viento Sur’, realizó numerosas traducciones del francés y, sobre todo, y del portugués.

## Obras
- Airbnb: La ciudad uberizada (Autor: Ian Brossat, 2019) traducción de francés a español.[8]